# 珀金斯 (喬治亞州)
珀金斯（英語：Perkins）是位於美國喬治亞州詹金斯縣的一個人口普查指定地區。

## 地理
珀金斯維爾的座標為32°54′35″N 81°57′10″W / 32.90972°N 81.95278°W，而該地最高點為海拔高度73米（即239英尺）。

## 人口
根據2010年美國人口普查的數據，珀金斯維爾的面積為5.49平方千米，當中陸地面積為5.36平方千米，而水域面積為0.13平方千米。當地共有人口91人，而人口密度為每平方千米16人。